# Иоанн IV Великий Комнин
Иоанн IV Великий Комнин (греч. Ιωάννης Δ΄ Μέγας Κομνηνός, 1403 — 1459) — император Трапезунда. Имел прозвище Калоиоанн («красивый Иоанн»).

## Биография

### Ранние годы
Иоанн был сыном трапезундского императора Алексея IV Великого Комнина и Феодоры Кантакузины. Уже в 1417 году он получил от отца титул деспота, но вскоре отношения между отцом и сыном обострились.
В 1426 году Иоанн убил императорского казначея, обвинив того в связи с императрицей Феодорой Кантакузиной. Потом он попытался убить родителей, но это не удалось, и Иоанн бежал в Грузию . 
В Грузии Иоанн женился на  дочери царя Александра I, но не смог найти поддержки для экспедиции в Трапезунд, и отплыл в Крым. В генуэзской колонии Каффа он нанял галеру и экипаж, и отправился в Трапезунд завоёвывать трон. После его высадки в Трапезунде император Алексей выступил ему навстречу, но ночью был убит во сне дворянами, симпатизировавшими Иоанну. Брат Иоанна Александр, бывший официальным наследником престола, бежал, и в октябре 1429 года Иоанн короновался императором Трапезунда.

### Правление
Своё правление Иоанн начал с казни убийц своего отца и устроения ему государственных похорон. После этого ему пришлось заниматься защитой страны от мусульманских соседей. Правивший в Ардебиле шейх Джунейд напал на Трапезунд, разбил войска Иоанна и осадил столицу, но удовлетворился выкупом. В 1442 году османский султан Мурад II отправил против Трапезунда флот, который разорил зависимые от Трапезунда территории в Крыму .
В феврале 1451 году византийский дипломат Георгий Сфрандзи прибыл в Трапезунд в поисках невесты для императора Константина XI Палеолога. В ходе визита Иоанну стало известно о смерти Мурада II, и император невероятно обрадовался этой новости, заявив Сфрандзи, что будущее его империи обеспечено, благодаря молодости Мехмеда II. Однако Сфрандзи объяснил ему, что молодость Мехмеда и его внешнее дружелюбие по отношению к Константину XI были только уловками, и владения Иоанна, как и Византия, находятся в смертельной опасности .
После падения Константинополя в 1453 году Трапезундская империя и Морейский деспотат оставались последними осколками Византии. Султан Мехмед II немедленно приказал Трапезунду платить дань и обложил трапезундскую и венецианскую торговлю через Проливы большим налогом. В связи с несклонностью Иоанна к подчинению этим требованиям султан приказал в 1456 году губернатору Амасьи атаковать Трапезунд с суши и моря . В последний момент Иоанн согласился на османские требования и предложил платить 2000 золотых в год. Для переговоров с султаном он отправил своего брата Давида, и в 1458 году соглашение было заключено, но ежегодная плата была поднята до 3000 золотых  .
Пытаясь укрепить свои позиции перед неминуемым турецким нашествием, Иоанн отдавал своих родственниц замуж за членов окрестных мусульманских династий. Так, он выдал одну из своих дочерей за Узун Хасана Ак-Коюнлу и еще одну дочь (или, возможно, сестру) за синьора Сироса, Никколо Криспо.
Иоанн также попытался получить поддержку запада за счёт улучшения отношений с римской католической церковью. Уже в 1434 году он ответил на письма Папы Евгения IV, что резко контрастирует с предыдущими императорами Трапезунда, которые игнорировали папские послания. В конце 1430-х годов митрополит Трапезунда поддержал Флорентийскую унию . Однако это не сказалось на напряжённых отношениях Трапезунда с главной западной силой в Чёрном море — генуэзцами. Хотя Иоанн был обязан своим троном генуэзцам, он неоднократно уклонялся от уплаты репараций, причитающихся им с 1431 года, а в 1441 году отказался предоставить возмещение за захват и разграбление генуэзского корабля. В 1447 году генуэзцы из Кафы двинулись на Трапезунд с флотом, угрожая блокировать город. Споры так и не были полностью урегулированы, что практически уничтожило трапезундскую торговлю на Черном море . 
Враждебное отношение Иоанна к Генуе пояснил один современник, испанский путешественник Перо Тафур. По его мнению, Иоанн опасался потенциального византийско-генуэзского альянса, который мог возвести на престол его брата Александра. Александр бежал в Константинополь в 1429 году и в конце концов женился на Марии Гаттилузио, дочери генуэзского правителя острова Лесбос. Предчувствия к Генуе была противопоставлена дружественные отношения с Венецией, хотя венецианцы так и не оправился их былое влияние в Черном море .
19 апреля 1460 года власти в Кафе считали Иоанна живым, однако умер до 22 апреля, даты известного письма Давида, его брата, герцогу Бургундскому.

## Семья и дети
Иоанн был женат дважды: в первый раз — на дочери грузинского царя Александра I, во второй раз — на тюркской женщине (с 1438 года). Возможно, вторая жена Иоанна была сестрой или дочерью кого-то из крымских ханов: либо Хаджи Герая, либо Девлет-Берди.
У него были как минимум  1 или 2 дочери:
- Феодора Великая Комнина, также известная под монгольским именем «Деспина-хатун» (Де́спина — греч. госпожа), жена правителя Ак-Коюнлу Узун-Гасана.

Традиционно принято считать, что у него была дочь
- Валенца, вышедшая замуж за Николо Криспо, герцога Архипелага. На её дочери, якобы, был женат Катерино Дзено. Куршанкис показал, что такой дочери у Иоанеа не было. Но мать жены Дзено (хотя не с именем Валенца, несвойственным византийским принцессам) могла быть сестрой Иоанна[15][16].